# Raggal
Raggal är en ort och kommun i distriktet Bludenz i förbundslandet Vorarlberg i Österrike.
Kommunen består av fyra orter (Ortschaften) (inom parentes invånarantal 1 januari 2024):
- Litze (27)
- Marul (154)
- Plazera (17)
- Raggal (710)